# Аппоньи
Аппоньи (венг. Apponyi) — венгерский графский род, получивший название от усадьбы Опонице (ныне в Словакии).

## Происхождение и история рода
Документальная история рода, носившего прежде имя Пееч, может быть прослежена до 1315 года. Магистр Фома Пееч по прозванию «Красный» получил в 1335 году от короля поместье Киш-Эйвр (Kis-Ewr) и стал с этого времени называться также Эйври, то есть Эйврский; в 1392 году он променял поместье Эшеклез на замок и поместье Опонице (Ragy-Appony), от которого этот род заимствовал своё современное имя.
В 1718 году Аппоньи были возведены в баронское, а затем и в графское (старшая линия в 1739 году, младшая — в 1808-м) достоинство.

## Известные представители рода
- Граф Антон-Георг Аппоньи (1751—1817), занимал различные административные и почётные должности. Основал библиотеку, стоившую около миллиона гульденов и имеющую до 60 тыс. томов, в том числе очень ценную коллекцию альдинских изданий; в 1827 году она была перемещена из Вены в Пресбург.
- Сын предыдущего, граф Антон Аппоньи (1782—1852); большой знаток и покровитель венгерской литературы, искусства и промышленности, посвятил себя дипломатии, был посланником в Лондоне, Риме и Париже.
- Его сын, граф Рудольф Аппоньи (1812—1876), также служил по дипломатической части, был сначала секретарем австрийского посольства в Париже, а затем посланником в Турине, Лондоне и, наконец, в Париже. В 1876 году по болезни оставил свой пост и умер в Венеции. Женат на графине Анне Александровне Бенкендорф, дочери А. Х. Бенкендорфа. Их дочь Елена в 1866 году сочеталась браком с князем Паоло Боргезе, благодаря чему стала хозяйкой знаменитой виллы Боргезе в Риме.
- Граф Георг Аппоньи (1808—1899), двоюродный брат предыдущего, в 1846—48 годах — канцлер Венгерского королевства, председатель Венгерского парламента, созванного в 1861 году императором Францем-Иосифом.

- Граф Альберт Аппоньи (1846—1933), сын предыдущего, глава Национальной партии, проповедник мадьяризации национальных меньшинств, представитель Венгрии в Лиге наций.
- Графиня Джеральдина Аппоньи (Géraldine Apponyi de Nagy-Apponyi; 1915—2002) — двоюродная правнучка Рудольфа, супруга Зогу I, самопровозглашённого короля Албании.

## Источник
- Водовозов В. В. Аппоньи // Энциклопедический словарь Брокгауза и Ефрона : в 86 т. (82 т. и 4 доп.). — СПб., 1890—1907.
- Родословные таблицы.